# Червяк Петро Іванович
Петро́ Іва́нович Червяк (нар. 27 серпня 1948, с. Стайки, Київська область) — український вчений-патоморфолог, енциклопедист, історик медицини, академік Української академії наук (1995), дійсний член Міжнародної академії патології, Заслужений діяч науки і техніки України (1999). нагороджений Почесною грамотою (2012) та Грамотами (2002, 2004) Верховної Ради України.

## Життєпис
Народився 1948 року в селі Стайки (Ржищівський — сучасний Кагарлицький район Київської області) у робітничій родині. Медичну освіту здобув на лікувальному факультеті Львівського державного медичного інституту (1972) (нині — Львівський національний медичний університет імені Данила Галицького). У 1972—1973 роках навчався в інтернатурі за фахом «патологічна анатомія» на базі Львівської обласної клінічної лікарні.
Протягом 1973—1976 років працював в Стрийській міській лікарні лікарем-патологоанатомом. У 1976—1977 роках — асистент кафедри патологічної анатомії, Львівський медичний інститут.
В 1977—1991 роках працював у Київському НДІ клінічної та експериментальної хірургії на посадах молодшого наукового співпрацівника (1977—1978), старшого наукового співпрацівника (1978—1979), завідувача (1979—1991) лабораторії патоморфології. 1978 року захистив кандидатську дисертацію «Деякі аспекти патоморфології і патогенезу посттромбофлебітичного синдрому нижніх кінцівок».
1988 року здобув вчений ступінь доктора медичних наук — робота «Регенерація та структурні перестановки в області анастомозів виконуваних при хірургічних втручаннях на шлунку».
Професор (1996).
Від 1992 до 2008 р. — начальник патологоанатомічного відділення Військово-медичного управління Служби безпеки України та професор кафедри криміналістики Національної академії Служби безпеки України.
В 1986—1988 роках одночасно очолював патологоанатомічну службу Києва.
У 1998—2009 рр.  — головний патологоанатом МОЗ України.
Перший віце-президент Асоціації патологів України; заступник голови та голова відділення медико-біологічних та хімічних наук УАН.
Головний редактор «Українського журналу патології».
В його науковому доробку — понад 150 праць. Наукові напрями:
- вивчення патоморфологічних змін в анастомозах шлунка і прямої кішки;
- дослідження структурних змін при посттромбофлебітичному синдромі нижніх кінцівок, післяопераційному панкреатиті, калькульозному холециститі, виразковій хворобі шлунка, стенозуючих захворюваннях великого сосочка дванадцятипалої кишки;
- медична енциклопедистика;
- історія медицини.

Першим описав нозологічну форму — ліпідоз жовчного міхура.
Видано дві його роботи — «Російсько-український словник медичної термінології» (1996) та «Російсько-український медичний словник» (1997). Автор 2-х праць — «Азбука українця — мова» (2001) та « Нариси з етно- та соціолінгвістики» (2005).Є редактором та співавтором підручника з патологічної анатомії для медичних ВНЗ «Патологічна анатомія» (1997). Автор першої в історії медицини України «Медичної енциклопедії» (2001, 2010, 2012), яка містить статті з усіх галузей теоретичної і практичної медицини та споріднених із медициною знань. Автор монографії «Патологічна анатомія України» (2012) та низки історичних розвідок.
Серед винаходів: «Спосіб детоксикації організму», 1987; співавтори Дем'ян Горбатюк, В. А. Дєєв, Людвиг Кейсевич, М. А. Ничитайлс, В. П. Никитчин.
У 1999 році присвоєно почесне звання «Заслужений діяч науки і техніки України». Лауреат Премії Української академії наук (2004), Міжнародної премії імені Григорія Сковороди (2010), Всеукраїнської премії імені Бориса Грінченка (2013) та Премії імені Івана Нечуя-Левицького (2013).
Дружина Жучкова Ніна Віталіївна — завідувачка патологоанатомічного відділення Київської міської клінічної лікарні № 6. Доньки Олена та Світлана — також медики.